# Tu viện Saint-Germain-des-Prés

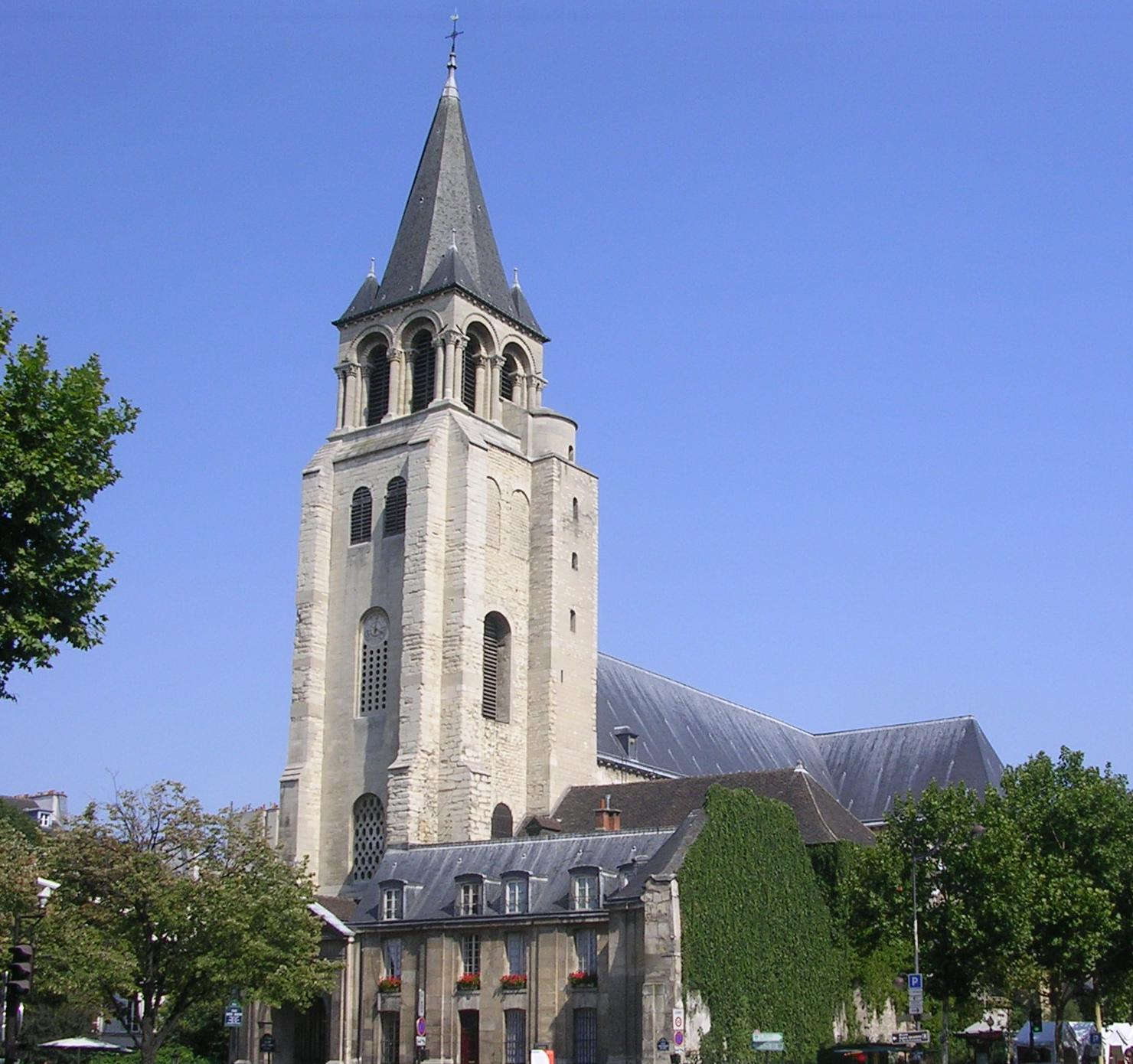
Tu viện Saint-Germain-des-Prés

Tu viện Saint-Germain-des-Prés là một tu viện Dòng Biển Đức và là tu viện cổ nhất Paris, nằm ở Quận 6. Được xây dựng từ thế kỷ 6, đây từng là nơi chôn cất các vị vua dòng Mérovée. Trong các thế kỷ tiếp theo, tu viện bị phá hủy rồi được xây lại nhiều lần. Ngày nay tu viện nằm trong khu phố Saint-Germain-des-Prés. Đây cũng là nơi an nghỉ của René Descartes.

## Lịch sử
Tu viện Saint-Germain-des-Prés được vua Childebert I xây dựng vào những năm 540 dành cho thánh tích của Thánh Vinh Sơn đệ Saragosse. Công việc xây dựng do giám mục Germain của Paris chỉ đạo từ năm 557. Năm 558, vua Childebert I qua đời và được chôn cất ở đây. Sau đó tới Childéric II cũng được mai táng tại tu viện này vào năm 673. Nơi đây thành nghĩa trang của các vị vua dòng Mérovée.
Năm 576, giám mục Germain qua đời được mai táng trong nhà thờ này và nơi đây trở thành một địa điểm của các cuộc hành hương. Tới thế kỷ 8 thì tu viện được mang tên thánh Germain: Saint-Germain-des-Prés. Vua Charlemagne dành cho tu viện nhiều đặc quyền, độc lập với chính quyền dân sự và tôn giáo Paris.
Vào thế kỷ 9 và 10, những người Normand thường xuyên tấn công Paris và đã phá hủy tu viện Saint-Germain-des-Prés. Tu viện mới được xây lại trong khoảng 990 tới 1021. Nó trở thành nhà thờ cổ nhất Paris, mang phong cách La Mã. Gác chuông, gian giữa và cánh ngang được xây dựng vào thế kỷ 11.

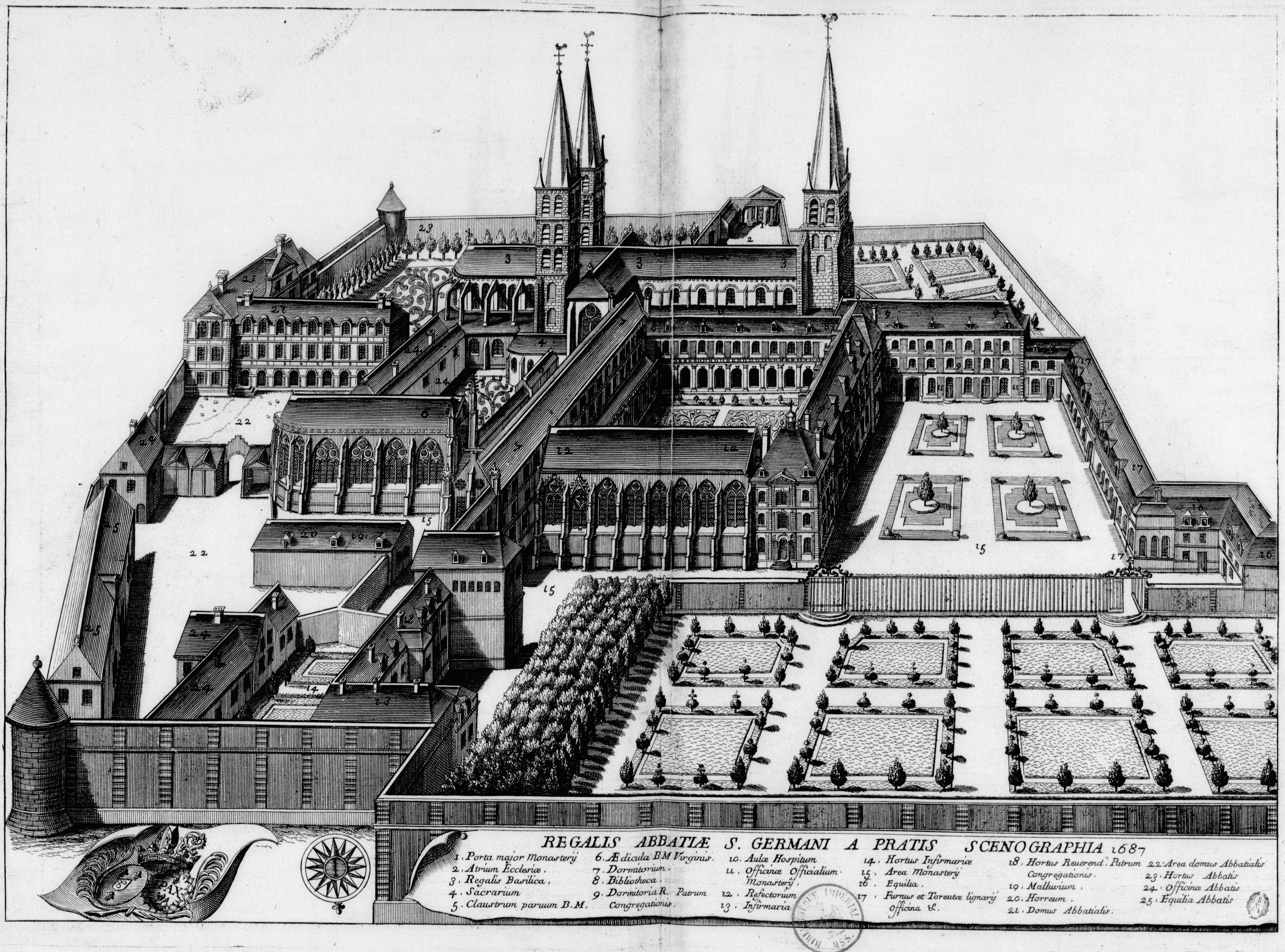
Tu viện vào năm 1687

Guglielmo da Volpiano, một người Lombardia, trở thành tu viện trưởng vào năm 1024. Guglielmo da Volpiano tổ chức lại tu viện theo khuân mẫu của thánh Benoît. Số lượng tu sĩ tăng lên, điện được xây lớn và được Giáo hoàng Alexanđê III cung hiến vào năm 1163. Vào thế kỷ 13, các tòa nhà của tu viện được xây dựng lại.
Trong suốt thời kỳ Trung Cổ, Saint-Germain-des-Prés là tu viện đặc biệt giàu có và quyền lực. Vào thế kỷ 16, thành tu viện được xây dựng bởi Saint-Germain-des-Prés luôn nằm ngoài bức tường thành Paris. Một xã mọc lên bao quanh tu viện, chính là khu phố Saint-Germain-des-Prés ngày nay. Khoảng thời gian sau, một phần đất của tụ viện ở bờ sông Seine được nhượng lại cho Đại học Paris. Từ thế kỷ 16 tới 18, tu viện thay đổi, tuân theo khuôn mẫu của dòng Thánh Maur vào năm 1613. Nhiều tòa nhà được xây dựng thêm.
Tới thời kỳ Cách mạng Pháp thì tu viện tan rã. Các tòa nhà của tu viện trở thành nhà kho hoặc nhà tù. Những ngôi mộ của các vị vua Mérovée bị phân tán và thư viện cũng bị phá hủy bởi vụ cháy năm 1794. Các tòa nhà còn lại bị đem bán. Còn các khu đất được chia lô dành cho xây dựng nhà ở.
Tới năm 1819 thì công việc phục chế được bắt đầu và được kiến trúc sư Victor Baltard tiếp tục vào năm 1843. Trong thế kỷ 20, công việc trùng tu tu viện Saint-Germain-des-Prés vẫn tiến hành đều đặn.

## Hình ảnh

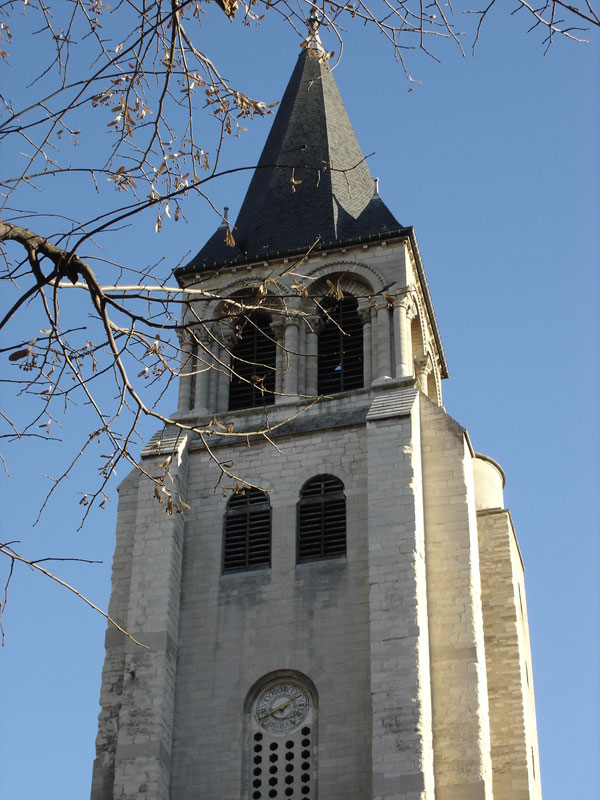
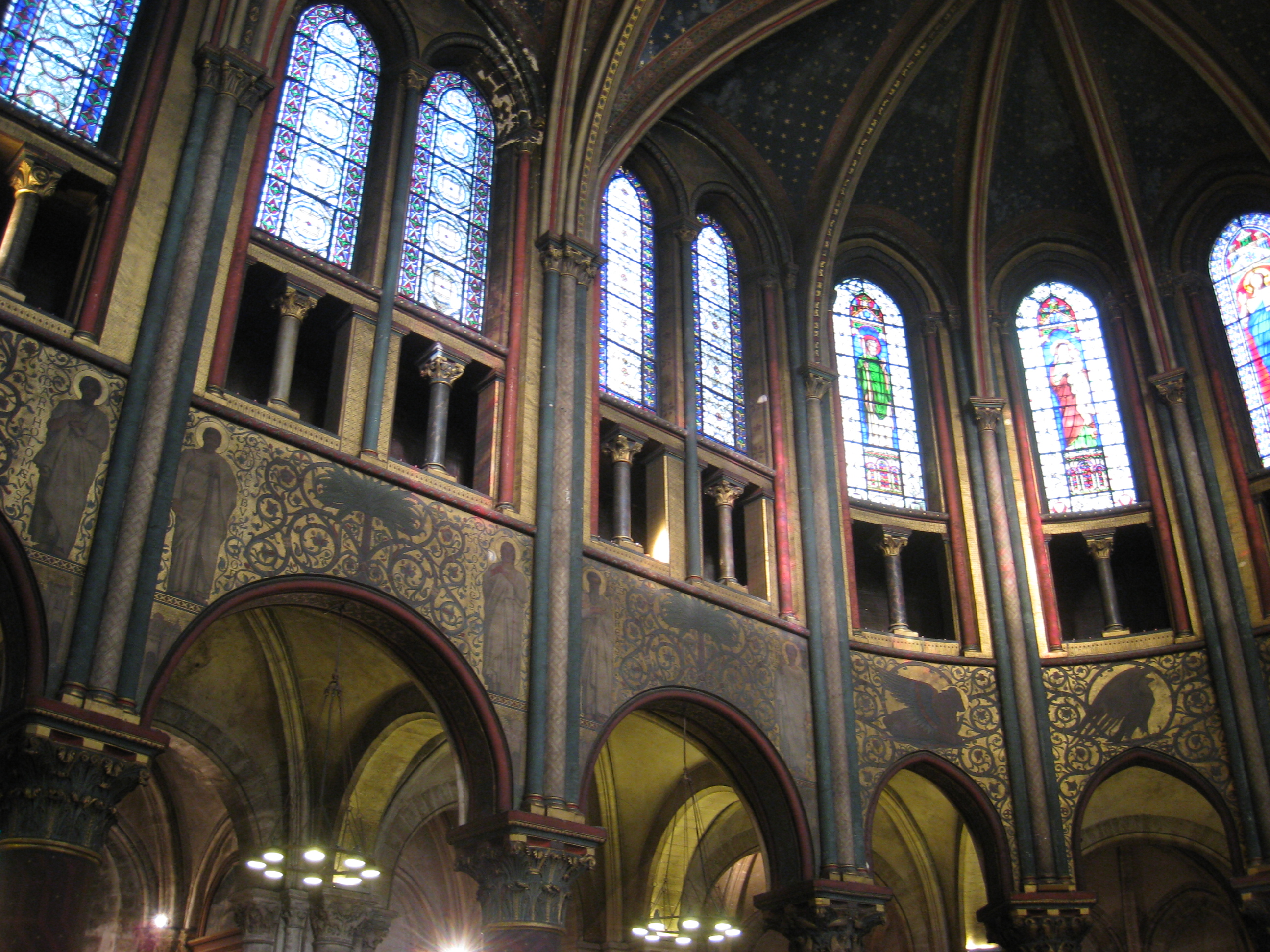
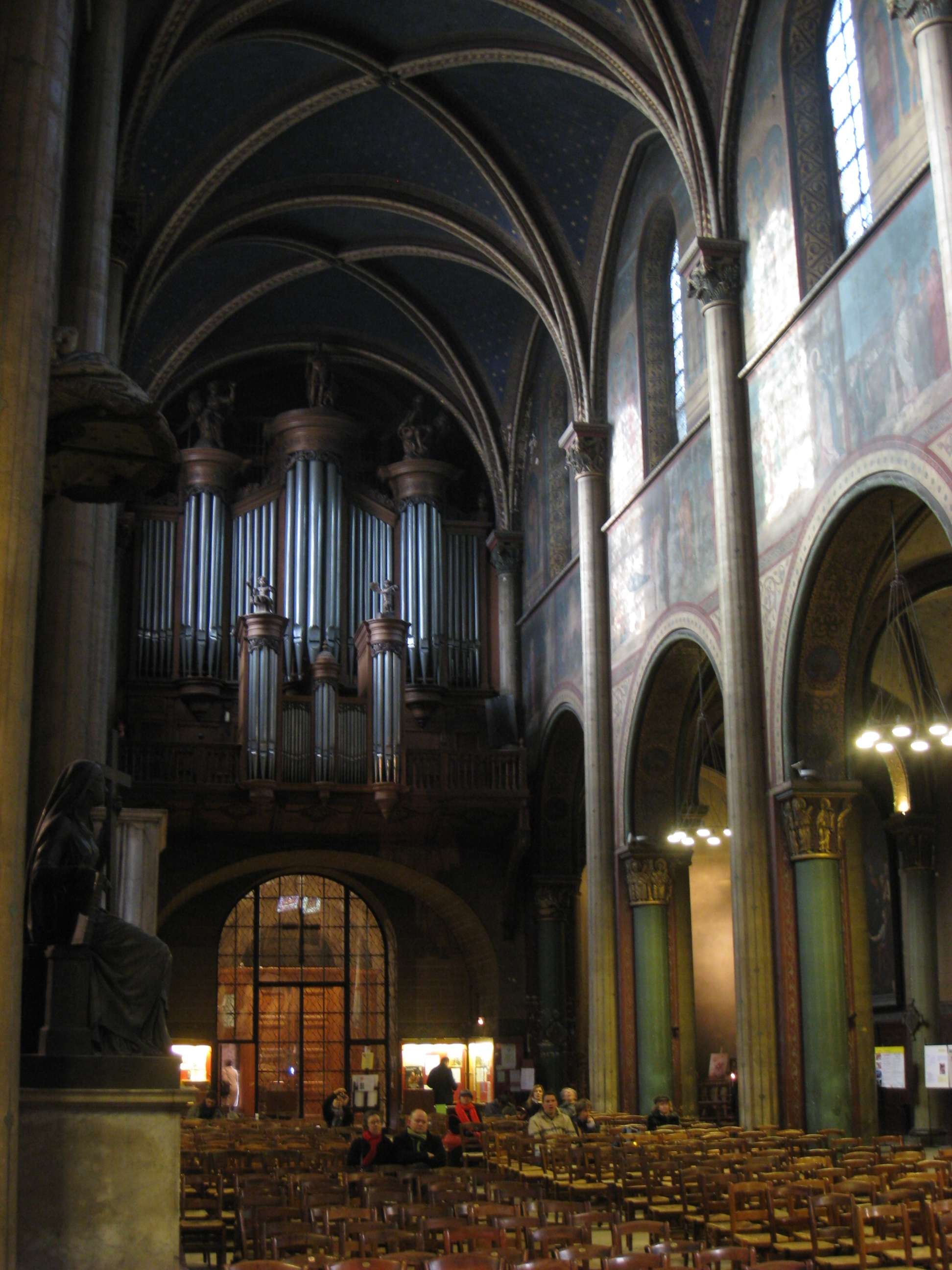
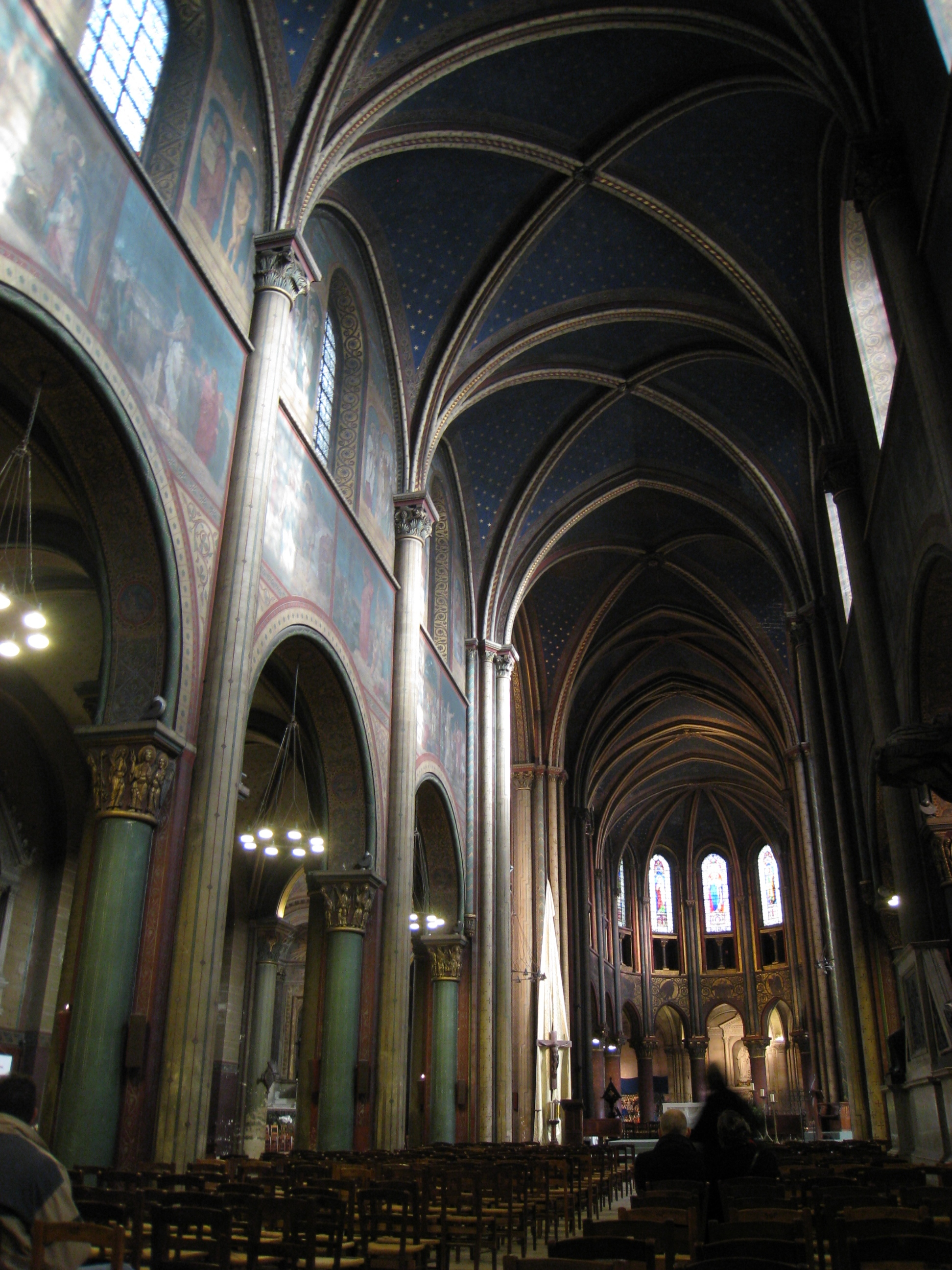
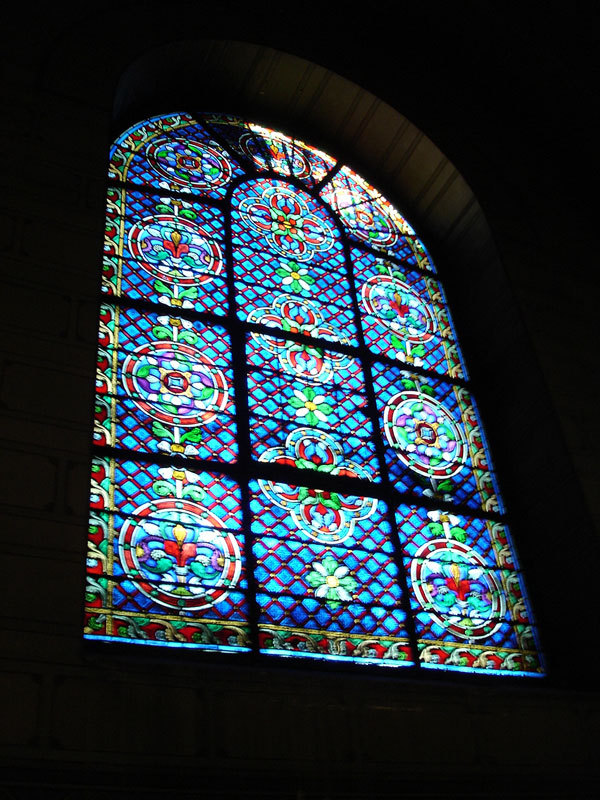
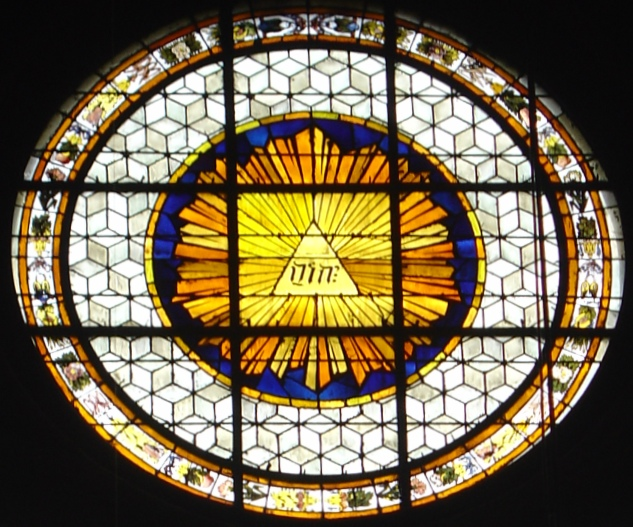